# فريدريك فينكلر
فريدريك فينكلر (بالألمانية: Friedrich Winkler)‏ هو مؤرخ الفن ألماني، ولد في 5 مارس 1888، وتوفي في 23 فبراير 1965 في برلين في ألمانيا.